# St. Wigbert (Schornsheim)

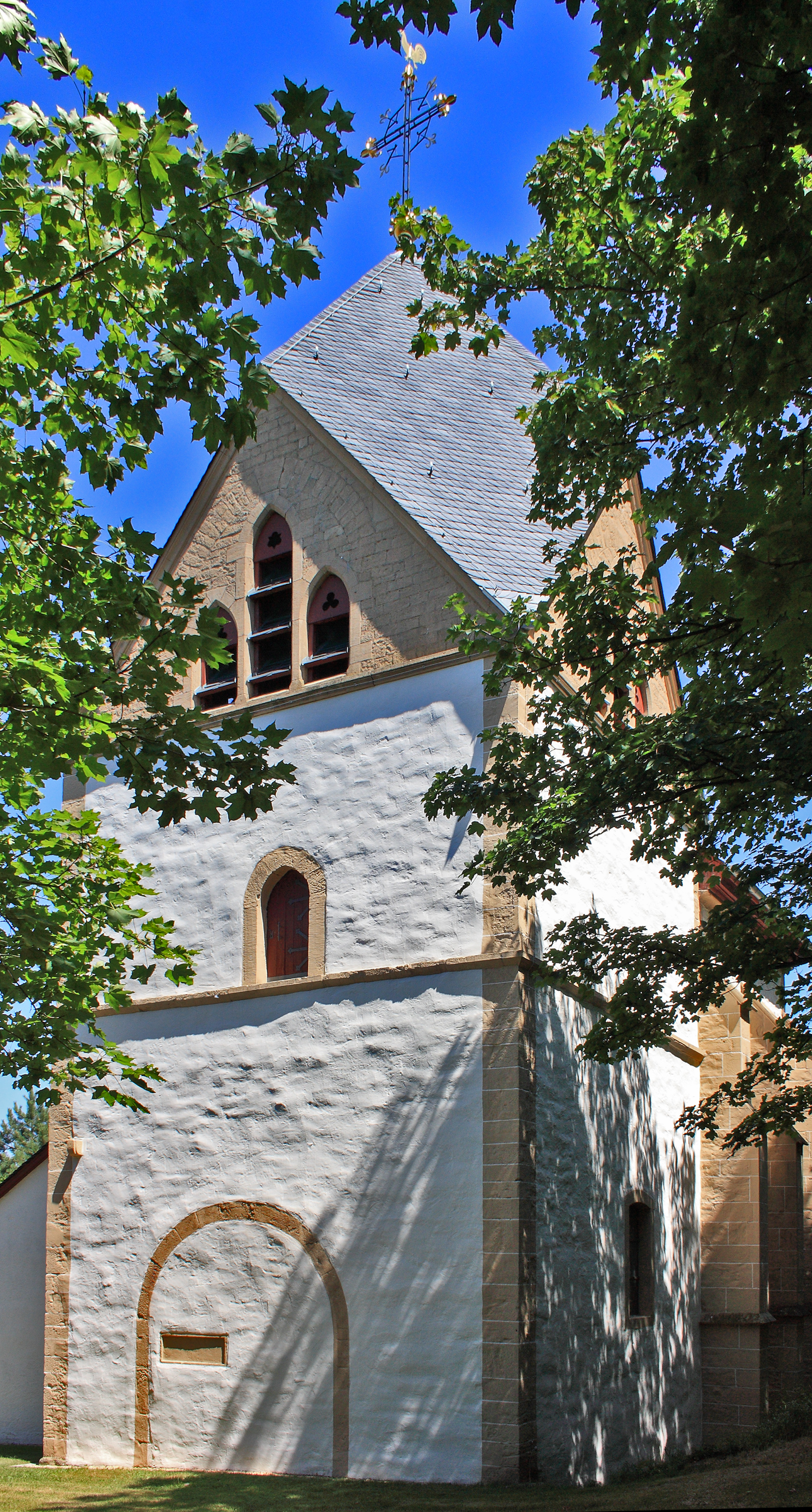
St. Wigbert, der romanische Chorturm

St. Wigbert ist eine römisch-katholische Filialkirche in Schornsheim im Landkreis Alzey-Worms in Rheinland-Pfalz.

## Geschichte
Im Jahr 782 schenkte Karl der Große eine Kirche in Schornsheim der Abtei Hersfeld. Die Schenkungsurkunde erwähnt, dass sich die Kirche zuvor im Besitz der heiligen Lioba von Tauberbischofsheim befunden habe. Die heutige im Kern romanische Kirche St. Wigbert geht wahrscheinlich auf diesen früheren karolingischen Sakralbau zurück.
Nach Einführung der Reformation war die Kirche zunächst lutherisch, ab 1702 war sie Simultankirche. Die Lutheraner nutzen das Langhaus, die Katholiken den Chor für ihre Gottesdienste. 1846 erwarben die Katholiken Chor und Turm, während die Lutheraner das Langhaus abbrachen und die Steine für den Neubau der Ludwigskirche verwendeten. 
Daher besteht St. Wigbert heute nur noch aus dem früheren romanischen Chorturm von 1107, der 1850 mit einem Rautendach versehen wurde; aus dem im 14. Jahrhundert östlich angebauten gotischen Chor, der aus einem Joch mit Fünfachtelschluss gebildet ist, und aus Resten eines nördlich angebauten Seitenschiffes, das heute als Sakristei dient. 
Bekannt ist die St.-Wigbert-Kirche vor allem wegen der detailgetreuen Darstellungen von Musikinstrumenten des 14. Jahrhunderts, die in die Gewölbekonsolen des Chores eingemeißelt sind, und wegen der umfangreichen Wandmalereien, die von 1912 bis 1914 restauriert wurden. Aus der Zeit um 1420 stammen die Teppichmalerei in der Sockelzone des Chores, ein Apostelzyklus und mehrere weibliche Heilige in der darüber liegenden Fensterzone sowie reiche Rankenmalereien im Chorgewölbe. Die Engel mit Musikinstrumenten und Leidenswerkzeugen wurden im 16. Jahrhundert zwischen die Ranken des Chorgewölbes gemalt und im Barock überarbeitet.